# Dan Spielman
Dan Spielman (* 1979 in Melbourne, Australien) ist ein australischer Schauspieler, der hauptsächlich in  australischen Fernsehserien oder -filmen zu sehen ist. Spielman ist außerdem Mitglied der Sydney Theatre Company.

## Leben & Werdegang
Dan Spielman hat keine formelle Ausbildung als Schauspieler abgeschlossen, ist jedoch als ein solcher tätig, seit er 1996 die St Michael's Grammar Highschool abgeschlossen hat. 2002 wurde er Fellow des Winston Churchill Memorial Trust. 2005 wurde er das jüngste Mitglied der Sydney Theatre Company.

## Filmografie (Auswahl)
- 1997: Blue Heelers (Fernsehserie, Episode 31, Staffel 4)
- 1997–1998: Raw FM (Fernsehserie, 13 Episoden)
- 2003: The Secret Life of Us (Fernsehserie, 22 Episoden)
- 2004: One Perfect Day
- 2004: Tom White
- 2011: The Hunter
- 2011–2012: Offspring (Fernsehserie, 15 Episoden)
- 2014: The Code (Miniserie)

## Auszeichnungen
Gewonnen:
- 1999: Tropfest als „Bester männlicher Schauspieler“ für The Date
- 2004: Film Critics Circle of Australia als „Bester männlicher Nebendarsteller“ für Tom White

Nominiert:
- 2004: Inside Film Awards als „Bester Schauspieler“ für One Perfect Day
- 2004: Australian Film Institute – Award für „Bester Schauspieler in tragender Rolle“ für One Perfect Day und für „Bester Schauspieler in unterstützender Rolle“ für Tom White